# Interprétation historiquement informée
Pour les articles homonymes, voir HIP.
L'interprétation historiquement informée est un mouvement d'interprétation musicale développé au XXe siècle et plus particulièrement durant la deuxième moitié du XXe siècle. Cherchant à se rapprocher des goûts musicaux de l'époque et des intentions originelles des compositeurs, l'interprète utilise notamment des instruments d'époque (ou des copies d'instruments) et réalise un travail important sur l'interprétation, aussi bien vocale qu'instrumentale, l'ornementation, les diapasons et les tempéraments utilisés, etc.

## Dénominations du courant
La dénomination « interprétation historiquement informée » a d'abord été populaire dans les milieux académiques et musicaux anglophones (historically informed performance, ou HIP), à la suite de la proposition du critique musical et érudit britannique Andrew Porter, puis, notamment, grâce à l'ouvrage de John Butt Playing with History, avant de se répandre en France. En anglais, l'expression period music (« musique à l'ancienne ») a maintenant tendance à supplanter la précédente, car elle met l'accent sur la démarche adoptée par les musiciens plutôt que sur une période spécifique.
Les musiciens qui se reconnaissent dans le mouvement sont parfois nommés « baroqueux », terme initialement utilisé de façon péjorative par certains critiques musicaux français détracteurs de ce courant d'interprétation de la musique baroque.

## Précurseurs et musicologues
Parmi les pionniers figure notamment Henry Expert, professeur à l'École Niedermeyer à partir de 1902. 

Au cours des années 1920, la Schola Cantorum joua un rôle important, avec en particulier Amédée Gastoué, Édouard Souberbielle et des proches de certains membres de la Schola comme Lionel de La Laurencie (de la Société française de musicologie). Le professeur de violon à la Schola, Eugène Borrel (Libourne, Gironde, 22-08-1876 / Paris, 19-02-1962) est le fondateur de la Société Haendel en 1908, avec Félix Raugel). Le Temps du 9 décembre 1927 lui consacrait un article et notait que : 

« [c]et érudit passionné s'est donné, on peut le dire, la mission de rechercher les œuvres oubliées de ces maîtres italiens et français dont la production fut en quelque sorte infinie. Il choisit, iI déchiffre, il rend la vie à ces pages d'un passé auquel ne nous ramène pas seulement un simple dilettantisme de curiosité. Il nous convainc, pièces en main, qu'il y a dans cette masse de vieille musique et ses formes traditionnelles des modèles à ne pas ignorer. Le dernier récital de M. Borrel, aidé de plusieurs de ses élèves, ne comportait pas moins de treize premières auditions de musiciens des dix-septième et dix-huitième siècles, présentés soigneusement dans l'ordre chronologique, et où figuraient des œuvres inédites de Tartini et Vivaldi, dont un concerto en quatre parties pour quatre violons soli. Les amateurs de violon ancien aimeront à savoir que les œuvres retrouvées par M. Borrel sont publiées par lui au bureau d'édition de la Schola Cantorum. »

À la même époque, le ténor Yves Tinayre, « soliste des Concerts Colonne, Pasdeloup, Poulet, Société Bach » fonde les Musiciens de la Vieille France (46, rue de la Santé, Paris) « qui interpréteront, dans leur texte original, les œuvres de Guillaume de Machaut, Dufay, Binchois, Roland de Lassus, Monteverde (sic) et Purcell, des auteurs du XVIIe et du XVIIIe siècle. Ils joueront du rebic (sic), des flûtes à bec, de la viole. Le premier concert a lieu le 24 novembre. Bonne chance ! » (La Liberté, 21 novembre 1927). Le Ménestrel précisait qu'il « cherche aussi à rénover les techniques instrumentales qui furent abandonnées. Voici, dès lors, à côté du clavecin, la flûte à bec, le hautbois d'amour, la musette, le rebec, les violes ; — et celles-ci seront jouées selon les traditions d'autrefois serrées entre les genoux et frôlées de l'archet que tiendra la main renversée. » (23 mars 1928).
Dans les années 1920-1930, Arnold Dolmetsch, sa famille et un groupe d'amis musiciens, organisent de nombreux concerts de musique ancienne (early music) en Angleterre.

## Contexte

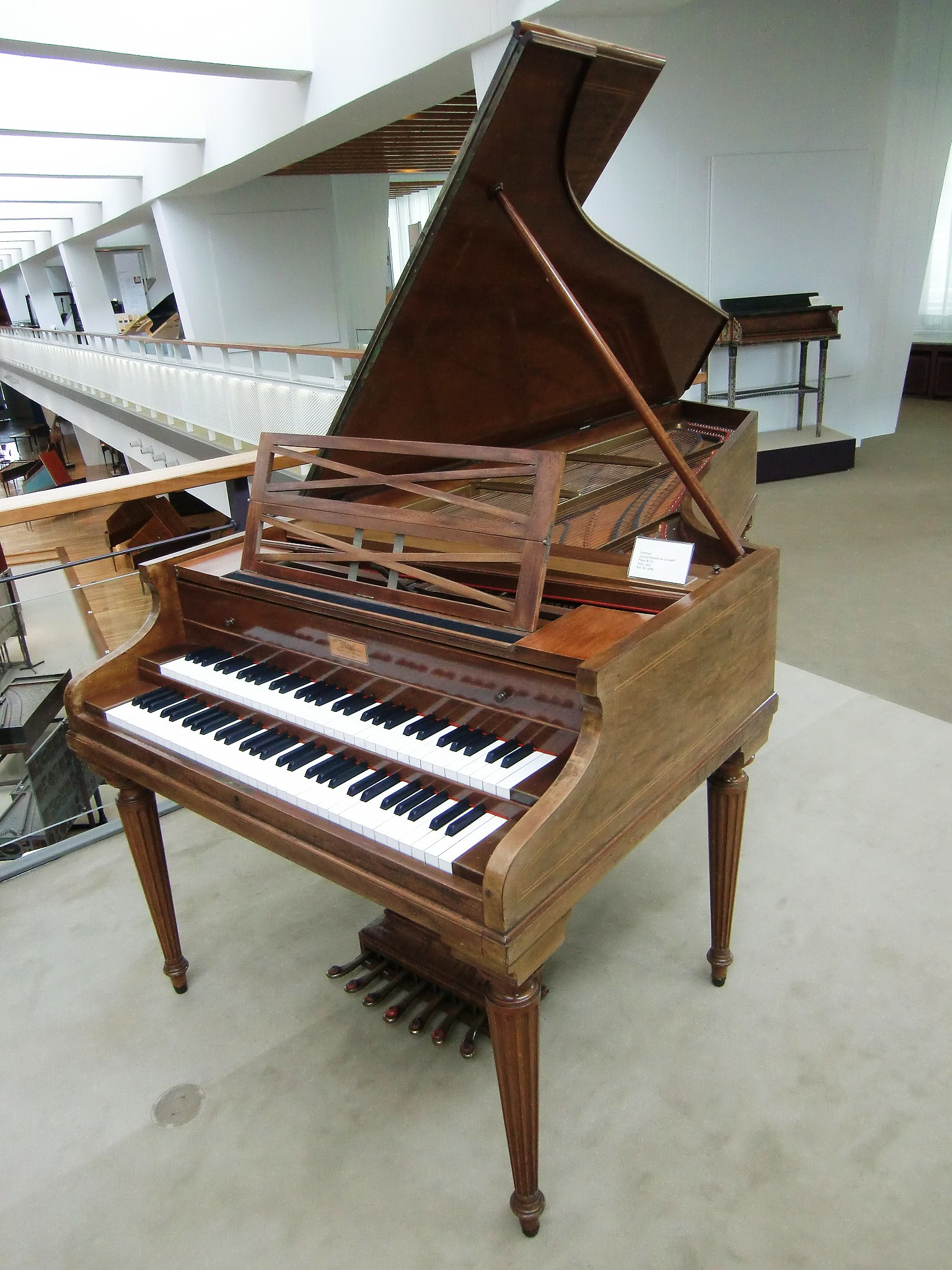
Clavecin Pleyel (1927) Grand modèle de concert (Musikinstrumenten-Museum, Berlin).

Le mouvement de l'interprétation baroque a voulu réagir aux interprétations du répertoire baroque telles qu'elles se présentaient durant les années 1900 à 1970.
Les reproches faits étaient variés et contestaient les interprétations modernes pour non-respect des paramètres historiques :
- les interprétations faites dans un esprit romantique, wagnérien… ;
- la taille des orchestres symphoniques, supérieure à la taille des ensembles de l'époque baroque ;
- l'utilisation d'instrumentistes et de chanteurs non formés aux techniques du répertoire baroque ;
- l'utilisation du diapason moderne, différent du diapason de l'époque baroque ;
- l'utilisation du tempérament égal, généralisé après cette période ;
- l'interprétation stricte de ce qui était noté sur la partition alors que les compositeurs de l'époque baroque savaient qu'ils pouvaient compter sur le métier des interprètes et ne notaient donc pas tout sur leurs partitions ;
- la méconnaissance générale du mouvement, du caractère et du tempo des danses de l'époque ;
- la négligence des ornementations ;
- l'ignorance de l'art de la rhétorique et de la déclamation ;
- l'application du style des arias aux récitatifs ;
- le répertoire trop centré sur certains grands standards de la musique baroque (Bach, Vivaldi, le canon de Pachelbel), voire pseudo-baroque (l'Adagio d'Albinoni…), laissant une grande partie du répertoire baroque inconnue du public ;
- le remplacement du violon baroque par le violon moderne, très différent sur plusieurs points :
  - le violon moderne utilise depuis environ 1900 des cordes métalliques alors que le violon baroque utilisait des cordes en boyau de mouton, éventuellement filées d'argent pour les plus grosses cordes[6],
  - le violon moderne présente une inclinaison du manche assez importante, absente chez le violon baroque[7],
  - l’archet baroque est convexe, tandis que l’archet moderne est concave[8],
- le remplacement de certains instruments baroques par d'autres instruments, notamment par manque d'instrumentistes qualifiés : le luth par la guitare, le clavecin par le piano, la viole de gambe par le violoncelle, le traverso par la flûte traversière, la trompette naturelle par la trompette à pistons, etc.

## Histoire

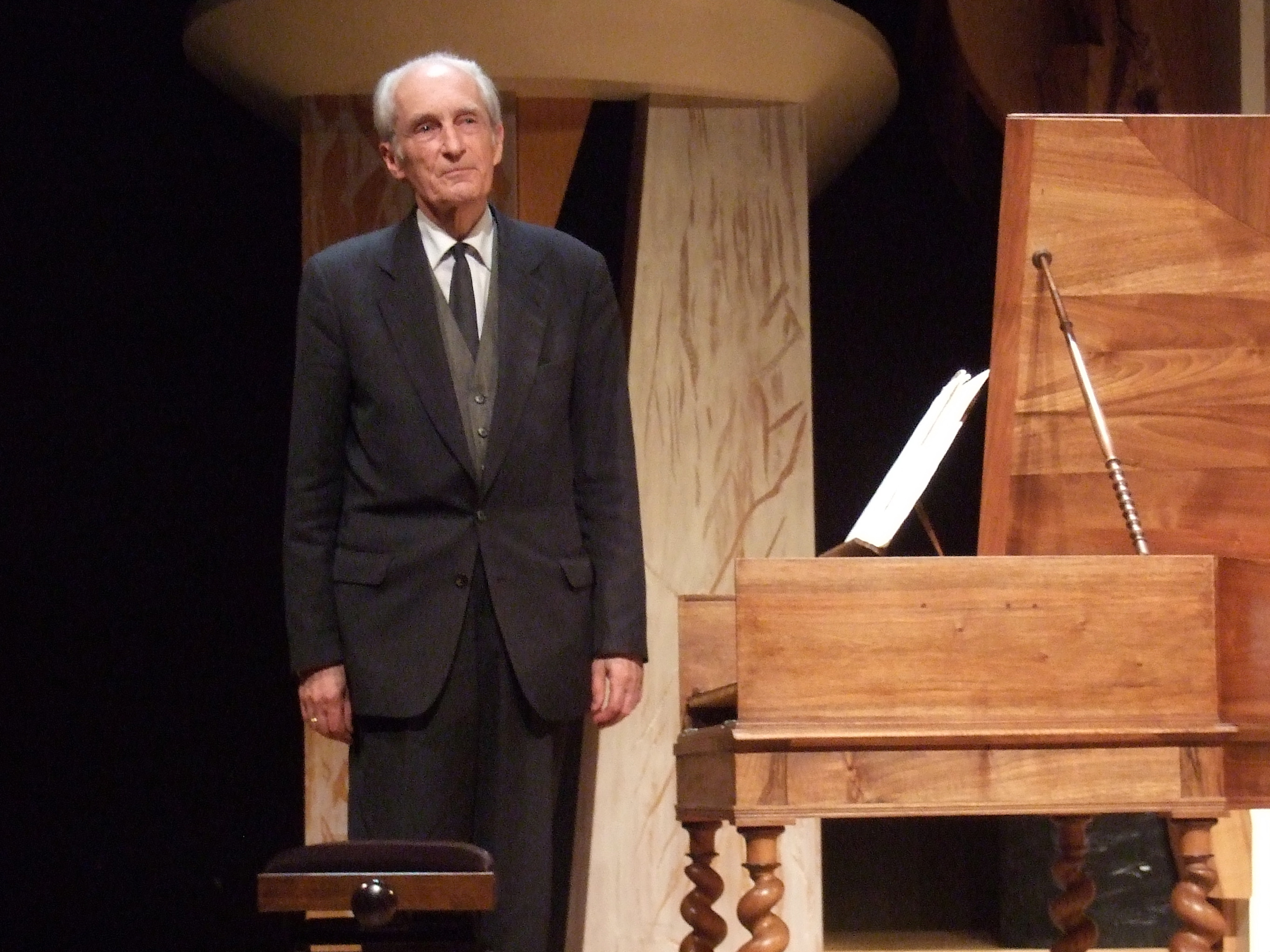
Gustav Leonhardt à la Cité de la musique (Paris) en septembre 2008.

Parmi les pionniers du mouvement baroque on peut citer Arnold Dolmetsch, Henri Casadesus (et sa Société des Instruments Anciens) ou Claude Crussard, puis Antoine Geoffroy-Dechaume, puis Nikolaus Harnoncourt et Gustav Leonhardt, qui ont commencé à repenser l'interprétation de la musique de la période baroque dès les années 1960.

## Instruments anciens

### Clavecin
Le clavecin est le prédécesseur du piano, occupant des rôles similaires en tant que soliste ou instrument accompagnateur. Le premier se distingue de son successeur par le volume du son, la technique et le mécanisme de jeu, les cordes étant pincées et non frappées. Ce mécanisme fait en sorte qu'il est impossible de produire des nuances au clavecin par le seul toucher (il est en revanche possible d'effectuer des changements de nuances avec les différents jeux ou, selon l'instrument, les différents claviers). Progressivement remplacé par le pianoforte au cours du dix-huitième siècle, le clavecin revient à la mode à la fin du dix-neuvième siècle. Depuis, de nombreux artistes ont effectué des enregistrements des pièces des compositeurs de l'époque baroque sur cet instrument. Des compositeurs modernes et contemporains ont également composé des pièces pour l'instrument, dès le début du XXe siècle et souvent à la demande des interprètes, tant en Europe qu'aux États-Unis.

### Clarinettes
La clarinette est un instrument qui a beaucoup évolué et été amélioré sur une période de 150 ans depuis son invention (clarinette à 2 clés) attribuée à Johann Christoph Denner au début du XVIIIe siècle à partir du chalumeau et se terminant en 1839 par son aboutissement, la clarinette  « moderne » à 17 clés et 6 anneaux (système Boehm).

## Pratiques et problématiques
Les « baroqueux » repensèrent l'interprétation de la musique baroque et s'imposèrent les objectifs suivants :
- redécouverte du répertoire baroque en général mais aussi des répertoires spécialisés pour luth, théorbe, viole de gambe… ;
- redécouverte des instruments baroques oubliés :
  - viole de gambe, viola bastarda, viole d'amour, violon d'amour…,
  - lyre de bras (lira da braccio), lyre de gambe (lira da gamba ou lirone),
  - archiluths (théorbe, angélique, tiorbino, luth théorbé),
  - cistre, archicistres et pandore,
  - vihuela,
  - guitare baroque (5 x 2 cordes), chitarra battente ;
- redécouverte du métier des interprètes de l'époque baroque sur lequel comptaient les compositeurs de l'époque baroque pour ne pas tout devoir noter sur les partitions — et notamment l'ornementation ;
- respect des paramètres de l'époque baroque :
  - respect du diapason de l'époque (le la baroque le plus souvent adopté actuellement équivaut à 415 Hertz, soit un peu plus d'½ ton au-dessous du la moderne, quoiqu'à l'époque le diapason n'était pas standardisé et variait selon les lieux)[9],
  - respect du tempo de l'époque,
  - respect des instruments de l'époque (sans les remplacer par leurs équivalents modernes : voir supra),
  - utilisation d'instruments anciens ou de copies fidèles d'instruments anciens,
  - utilisation de cordes de boyau (éventuellement recouvertes d'aluminium pour en augmenter la longévité)[6],
  - respect de la façon de jouer des instruments baroques (exemple : l'archet de la viole de gambe se tient par-dessous),
  - instruments accordés selon les tempéraments en usage à l'époque,
  - respect de la taille de l'effectif des ensembles de l'époque : des ensembles modestes, non des orchestres symphoniques.

### Facture instrumentale et pratique des instruments anciens

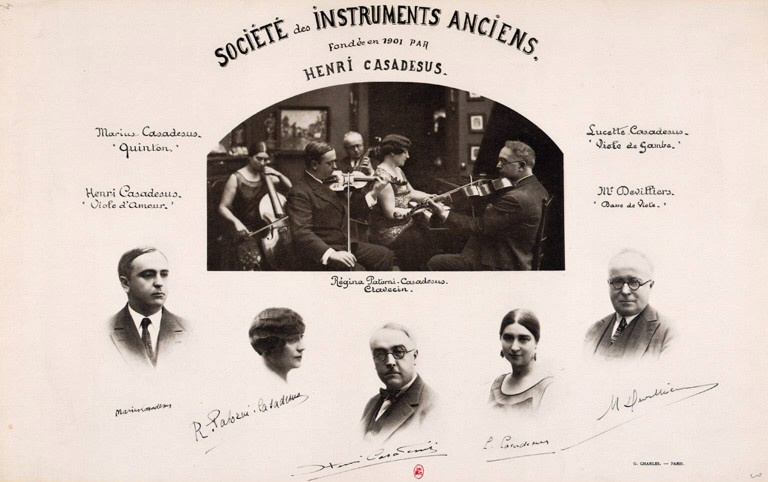
Société des Instruments Anciens fondée en 1901 par Henri Casadesus. Carte postale avec Henri, Marius, Lucette, & Régine Casadesus, et M. Devilliers. Bibliothèque nationale de France.

### Voix masculines
Les baroqueux se sont heurtés à deux obstacles qui les ont obligés à déroger à leur principe de respect des normes de l'époque baroque.
Le premier était l'impossibilité de recourir aux castrats tellement appréciés par Haendel et ses contemporains, ce qui força les baroqueux à recourir soit à des contreténors, soit à des mezzo-sopranos pour interpréter le répertoire destiné aux castrats.
Le deuxième obstacle était le manque de métier des garçons sopranos du XXe siècle, ce qui a poussé les baroqueux à les remplacer habituellement par des femmes sopranos. En effet, la voix des garçons des XVIIe et XVIIIe siècles muait vers 16 ou 17 ans, ce qui permettait à Bach et à ses contemporains de disposer de garçons sopranos ayant à la fois du coffre et du métier : mais l'âge de la mue a avancé de plusieurs années, les jeunes garçons du XXe siècle muant plutôt vers 14 ans (et ceux du XXIe siècle muant même vers 12-13 ans), ce qui fait que les garçons sopranos des années 1970 (tels ceux du Tölzer Knabenchor, par exemple) n'avaient plus ni la puissance ni le métier de leurs prédécesseurs de l'époque baroque,,,,.[pertinence contestée]

## Critique
L'apport du mouvement baroque en matière d'interprétation est reconnu depuis les années 1980, tant par les musicologues que par la presse spécialisée. Leurs enregistrements ont reçu des récompenses comme le « Diapason d'Or », le « 10 de Répertoire », le « Choc » du magazine Le Monde de la musique, etc.
Quelques voix se sont élevées (Gérard Zwang, Jean-Paul Penin) pour dénoncer les excès des baroqueux et rappeler qu'une interprétation obsédée par la recherche de l'authenticité peut tirer les œuvres vers le passé alors qu'une interprétation moderne peut au contraire les inscrire dans notre époque.
Dans un article intitulé « Ras-le-bol de la dictature des intégristes du baroque ! » paru dans Marianne en 2000, le critique musical Benoît Duteurtre tempère cependant l'avis de Jean-Claude Penin : « Les certitudes de Jean-Paul Penin pèchent également par excès, au moment même où beaucoup de baroqueux (et souvent les plus intéressants), débarrassés des exigences guerrières, redécouvrent sans complexes les beautés de l'orchestre traditionnel. Aujourd'hui, les échanges fructueux se multiplient entre les deux mondes de l'interprétation, comme s'il s'agissait d'ouvrir une sorte de troisième voie. […] Par ailleurs, l'essentiel des moyens financiers de notre vie musicale continue (heureusement) d'être accordé aux orchestres traditionnels, plus aptes à jouer l'ensemble du répertoire que les formations baroques ».

### Ouvrages
- Xavier Bisaro (dir.) et Rémy Campos (dir.), La musique ancienne entre historiens et musiciens, Genève, Droz, coll. « Publications de la Haute école de musique de Genève », 7 octobre 2014, 1re éd., 544 p., 190 x 270 cm (ISBN 978-2-600-01838-8)
- Harry Haskell (trad. de l'anglais par Laurent Slaars, préf. Gilles Cantagrel), Les Voix d'un renouveau : La musique ancienne et son interprétation de Mendelssohn à nos jours, Arles, Actes Sud, octobre 2013, 384 p., 14 cm x 20,5 cm (ISBN 978-2-330-00607-5, présentation en ligne)
- (en) Barthold Kuijken, The Notation Is Not the Music : Reflections on Early Music Practice and Performance, Bloomington, Ind./Indianapolis, Ind., Indiana University Press, septembre 2013, 144 p. (ISBN 978-0-253-01068-1, lire en ligne)
- (en) Bruce Haynes, The End of Early Music : A Period Performer’s History of Music for the Twenty-First Century, Oxford, Oxford University Press, 2007
- Pierre François, Le monde de la musique ancienne : sociologie économique d'une innovation esthétique, Paris, Economica, coll. « Études sociologiques », 2005, 231 p. (ISBN 2-7178-5014-7, OCLC 654706816, présentation en ligne) Chapitre 1 à lire en ligne [PDF]
- (en) John Butt, Playing with History : The Historical Approach to Musical Performance, Cambridge, Cambridge University Press, 2002
- Jean-Claude Veilhan, Le cri du canard : être baroqueux aujourd'hui, Bourg-la-Reine, 1993, 207 p. (ISBN 2-87750-032-2, OCLC 35762554) — Réédition 1998.
- Philippe Beaussant, Vous avez dit Baroque ? : musique du passé, pratiques d'aujourd'hui, Paris, Actes Sud, coll. « Babel Essai » (no 97), 2004 (1re éd. 1988), 232 p. (ISBN 2-7427-0123-0, OCLC 630885035)
- Nikolaus Harnoncourt (trad. de l'allemand par Dennis Collins), Le discours musical : pour une nouvelle conception de la musique [« Musik als Klangrede : Wege zu einem neuen Musikverständnis »], Paris, Gallimard, coll. « Tel », 2014 (1re éd. 1984), 294 p. (ISBN 978-2-07-014696-3 et 2-07-014696-0, OCLC 896254821, BNF 44204312)

### Articles
- Stanley Sadie, « L'Idée d'authenticité », dans Julie Anne Sadie (dir.) (trad. de l'anglais), Guide de la musique baroque, Paris, Fayard, coll. « Les Indispensables de la musique », 1995, 736 p. (ISBN 2-213-59489-9, OCLC 34495042), p. 613–631.
- (en) Pascale Strubel, « Baroque / Baroqueux », dans Françoise Kinot (dir.), La musique de A à Z : chanson française, pop, rock, classique, jazz, France Loisirs, 1997, 526 p. (ISBN 2-7441-0632-1, OCLC 466924588), p. 288–291.
- Ivan A. Alexandre, « Avant, pendant, après Atys. Et la France s'est réveillée... baroque », Diapason, Paris, no 542,‎ décembre 2006, p. 20–36 (ISSN 1292-0703).
- Antoine Hennion, « Présences du passé : le renouveau des musiques « anciennes » », Temporalités, no 14,‎ 2011 (DOI 10.4000/temporalites.1836).